# Patagóniai gőzhajóréce
A patagóniai gőzhajóréce (Tachyeres patachonichus) a lúdalakúak (Anseriformes) rendjébe, ezen belül a récefélék (Anatidae) családjába tartozó faj.

## Előfordulása
Dél-Amerika déli részén, Argentínában, Chilében, a Tűzföldön és a Falkland-szigetek él.
Ez az egyetlen gőzhajóréce faj, amelyik tud repülni (bár ritkán és gyengén repül) és a többi főleg tengerparton élő fajjal szemben, ez a faj főleg a parttól távol fekvő édesvízi tavakon költ.
A költési időszak után a sziklás tengerpartokon szeret tartózkodni.
Valószínűleg azért őrizte meg repülőképességét, mert fészkelő és telelőhelyei olykor nagy távolságra fekszenek egymástól és gyalogosan túl veszélyes volna a vonulás.
2002-ben teljes állományát 11 000 és 26 000 madár közé becsülték.